# 黄道让
黄道让（1814年—1864年），字师尧，号岐农，湖南省临澧县新安镇金坑黄家棚人。

## 生平
六岁吟《青山》诗：“门外看青山，山山草色青。”久试不第，直到咸丰三年（1853年）始中举人，咸丰十年（1860年）取进士，授工部主事，分掌营缮司，诰授奉直大夫，感嘆“抽身还带影，负腹只为腰”，遂辭官。周游全國，在长沙时，与湘中名士何绍基、王先谦、杨蓬海等交往。一生酷爱诗词，“无日不吟诵，诗计数万计”。
同治七年（1864）卒。
有《雪竹楼诗稿》，刘崐作序。有孫黃右昌，曾孙黄宏熙，黄宏嘉，曾孙女黄绍湘。